# Módulo libre
En matemática, un módulo libre es un módulo que tiene una base libre.
Para un R-módulo M, el conjunto E = {e1, e2... en} es una base libre para M si y sólo si:
1. E es un conjunto generador para M, es decir cada elemento de M es una suma de elementos de E multiplicados por coeficientes en R.
2. si r1e1 + r2 e2 +... + rn en = 0, entonces r1 = r2 =... = rn = 0 (donde 0 es el elemento neutro de la suma en M y 0 el de R).

Si M tiene una base libre con n elementos, entonces M se dice libre de rango n, o más generalmente libre de rango finito. Observe que un corolario inmediato de (2) es que los coeficientes en (1) son únicos para cada x.
La definición de una base libre infinita es similar, aparte que E tendrá infinitamente muchos elementos. Pero, la suma debe ser una suma finita, y así que para cualquier x particular solamente finitamente muchos de los elementos de E están implicados.
En el caso de una base infinita, el rango de M es el cardinal de E.
- Datos: Q1292333